# Chalmette
Chalmette est une communauté non incorporée de l'État américain de la Louisiane, située dans la paroisse de Saint-Bernard. Elle se trouve sur la rive est du Mississippi, à trois kilomètres au sud-est de La Nouvelle-Orléans. Selon le recensement de 2000, sa population est de 32 069 habitants. 
Chalmette est l'emplacement de la bataille de La Nouvelle-Orléans le 8 janvier 1815, où les forces américaines commandées par le général Andrew Jackson (qui deviendra Président des États-Unis en 1829) avec l'aide des canons de Jean Lafitte et Dominique You ont battu les Britanniques durant la guerre de 1812. Aujourd'hui, un monument commémore la bataille.
En 2005, la communauté a été dévastée par l’ouragan Katrina. La reconstruction de la communauté continue aujourd'hui.